# 과테말라밭쥐
과테말라밭쥐(Microtus guatemalensis)는 밭쥐속에 속하는 설치류의 일종이다. 과테말라와 멕시코 치아파스주에서 발견된다. 해발 2600~3100m의 산지 소나무, 참나무 숲과 목초지에서 서식한다. 육상성 동물이며, 주행성 또는 박명박모성 동물로 추정된다.